# Identificador de proceso
En computación, PID es una abreviatura de process ID, o sea, ID del proceso o bien identificador de procesos. El identificador de procesos es un número entero usado por el kernel de algunos sistemas operativos (como el de Unix o el de Windows NT) para identificar un proceso de forma unívoca.
Para asignar el PID, el kernel utiliza internamente una variable global que se va incrementando con cada nuevo proceso creado con una llamada fork(). Cuando la variable alcanza un cierto valor límite se empieza otra vez desde 0, buscando números que no estén asignados ya a otro proceso en ejecución.
El valor 0 del PID está reservado a la tarea ociosa del sistema, un proceso que se crea al arrancar el sistema y nunca puede finalizar.

## Implementaciones particulares
Las versiones antiguas de Linux permitían que dos procesos compartieran el mismo PID. Actualmente esto solo se permite en un sistema multiprocesador en el que varias CPUs ejecuten distintas instancias de la tarea ociosa; en este caso, todas las instancias tendrán asignado PID 0.

## Archivos PID
Algunos procesos de larga ejecución (por ejemplo, demonios de MySQL ) escriben sus PID en un archivo, para permitir que otros procesos los encuentren.
- Datos: Q1541645